# Gustaaf De Ville
Gustaaf De Ville (Ninove, 8 september 1914 - aldaar, 18 december 1979) was een Belgisch politicus voor de KPB.

## Levensloop
De Ville groeide op in een arbeidersgezin en volgde tot zijn zeventiende middelbaar onderwijs. Daarna ging hij in een fabriek werken en vervulde hij in 1935 zijn legerdienst. 
Op vijftienjarige leeftijd sloot hij zich aan bij de Socialistische Jonge Wacht in Ninove, waar hij de functie van secretaris bekleedde. De Ville was tevens kandidaat voor de functie van propagandist voor de Ninoofse afdeling van de Belgische Werkliedenpartij, maar zag deze functie uiteindelijk toevertrouwd worden aan Robert Van Trimpont, de zoon van Omer Van Trimpont, de voorman van de socialisten in Ninove. In 1937 verliet hij de leidinggevende instanties van de Socialistische Jonge Wacht en sloot hij zich aan bij de Kommunistische Partij. Een van zijn broers was aangesloten bij de partij en De Ville had contacten met Georges Van den Boom, een van de drie secretarissen-generaal van de KPB. Hij probeerde in Ninove een communistische afdeling op te zetten, maar in augustus 1939 werd hij gemobiliseerd in het kader van de Duitse oorlogsdreiging. 
Na de uitbraak van de Tweede Wereldoorlog en de Belgische capitulatie werd De Ville in augustus 1940 aangeworven bij de ravitailleringsdienst in Ninove, van waaruit hij later  in de oorlog bijstand organiseerde voor verzetslieden. Hijzelf trad in 1943 toe tot het Onafhankelijkheidsfront en verspreidde het blad van deze verzetsorganisatie, De Stem van het Onafhankelijkheidsfront, alsook exemplaren van de communistische clandestiene krant De Roode Vaan. Daarnaast coördineerde hij ook illegale syndicale activiteiten. 
Na de Bevrijding kwam De Ville aan het hoofd van de lokale afdeling van de KPB in Ninove, de gemeente waar hij van 1947 tot 1970 in de gemeenteraad zetelde en van 1947 tot 1952 schepen van Openbare Werken was. Daarenboven werd hij in 1946 voor het arrondissement Aalst verkozen in de Kamer van volksvertegenwoordigers, een mandaat dat hij behield tot in 1949. In 1948 belastte zijn partij hem met de uitbouw van de organisatie van de partij in de provincie Limburg, maar dit draaide uit op een mislukking. De Ville vroeg vervolgens, zonder succes, aan de nationale partijleiding extra middelen en de oprichting van een sociale dienst om het project opnieuw op gang te trekken.